# Roncus beieri
Espèce
Roncus beieri est une espèce de pseudoscorpions de la famille des Neobisiidae.

## Distribution
Cette espèce est endémique de Toscane en Italie. Elle se rencontre à Monteriggioni dans la grotte Buca a' Frati.

## Étymologie
Cette espèce est nommée en l'honneur de Max Beier.

## Publication originale
- Caporiacco, 1947 : Alcuni Arachnidi cavernicoli di Toscana. Commentationes Pontificiae Academia Scientarum, vol. 11, p. 251-258.